# Centris aethiops
Centris aethiops är en biart som beskrevs av Cresson 1865. Centris aethiops ingår i släktet Centris och familjen långtungebin. Inga underarter finns listade.